# Банк Северных стран
Здание Банка Северных стран — историческое здание банка, который действовал в период с 1873 по 1919 год в Выборге. Здание расположено на углу Театральной и Рыночной площадей в центре города Выборга и включено в перечень памятников архитектуры.

## История

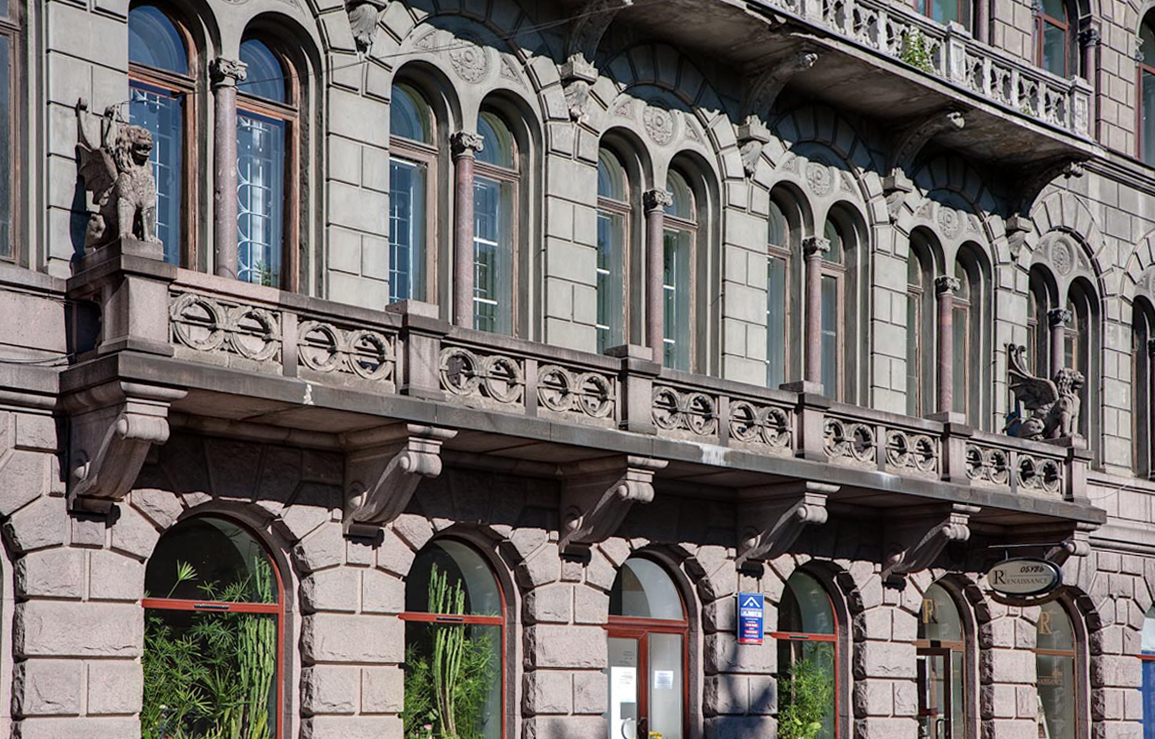
Балкон с грифонами

Торгово-промышленный акционерный банк Северных стран был учреждён в 1872 году группой выборгских купцов немецкого происхождения с первоначальным уставным капиталом в 7,5 млн рублей. Начавший деятельность в 1873 году, он задумывался как учреждение для обслуживания внешней торговли Финляндии и вначале имел подразделение в Санкт-Петербурге, но со временем сосредоточился на расширении внутрифинляндской сети филиалов. Для размещения главной конторы банка в 1900 году по проекту архитектора В. Аспелина было построено монументальное по масштабам Выборга здание в стиле неоренессанс по образцу флорентийских палаццо. Помимо банка, в здании размещались и другие организации.
Более протяжённый восточный фасад четырёхэтажного здания, обращённый к Парадной площади, украшен гербом Выборгской губернии над крышей. По центру на уровне второго и третьего этажей размещены балконы. На втором этаже по краям балкона установлены скульптуры грифонов — хранителей богатства; другая пара грифонов держала герб над крышей. В связи с тем, что в Выборге по соседству располагалось несколько конкурировавших банков (в частности, к «флорентийскому палаццо» примыкало «венецианское палаццо» Финляндского объединённого банка), заказчики в рекламных целях не скупились на декор здания, облицованного гранитом на уровне первого этажа. Через главный вход, расположенный со стороны Рыночной площади, посетители по широкой лестнице попадают на второй этаж, где разместился операционный зал с полированными гранитными колоннами и стеклянной крышей. По окончании строительства Вальдемар Аспелин безуспешно настаивал на сносе здания Круглой башни, заслонившей северный фасад с главным входом, украшенным изображениями жезла Меркурия. Медальон над главным входом, а также мозаичное мощение на тротуаре содержат инициалы названия банка по-фински и по-шведски (Pohjoismaiden Osakepankki Kauppaa ja Teollisuutta varten, Nordens Aktiebank).

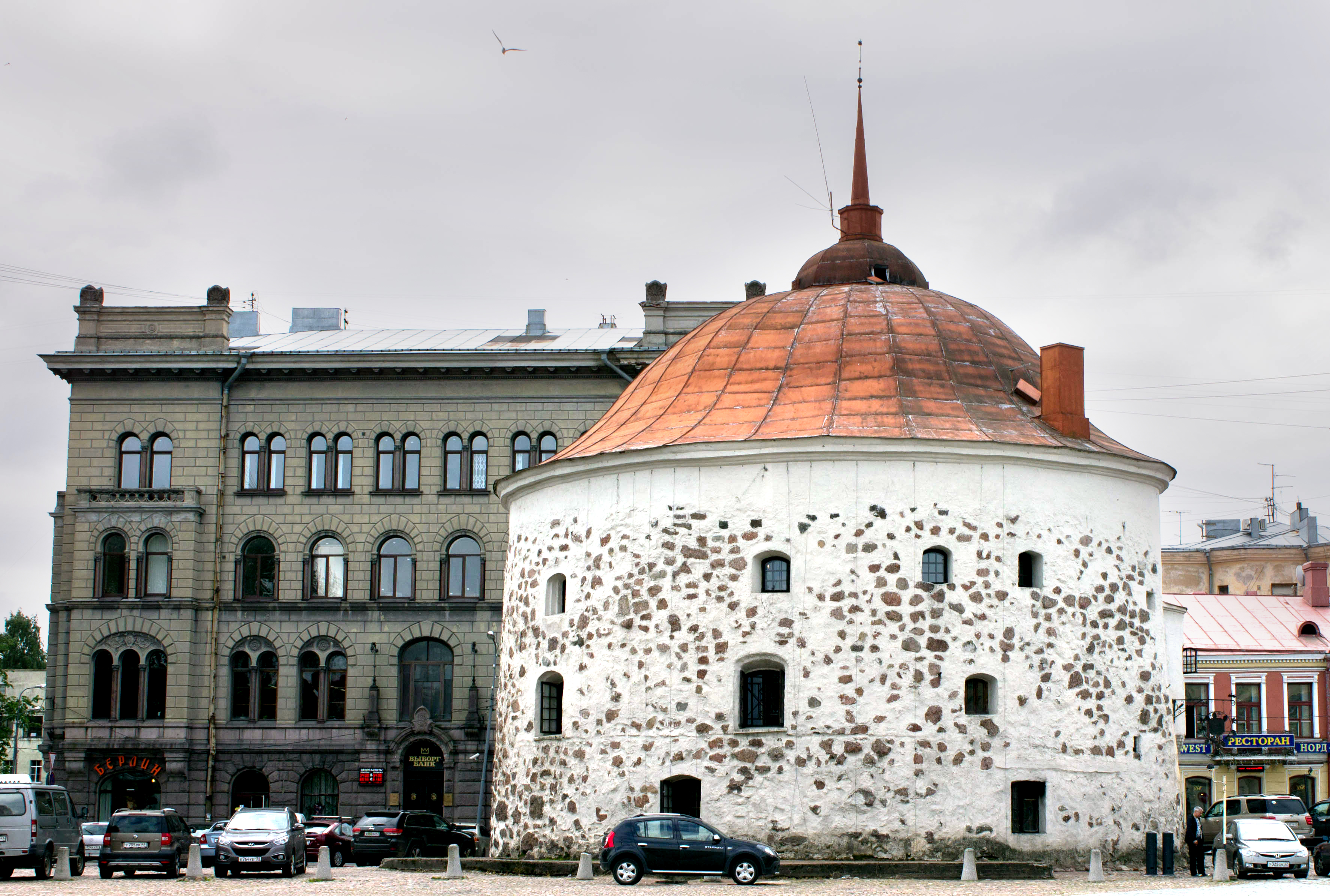
Северный фасад, ставший фоном для Круглой башни

В 1907 году количество банковских филиалов достигло 36, и руководство банка было переведено в Хельсинки, но контора в Выборге сохранилась. С 1919 года, после слияния Банка Северных стран и Финляндского объединённого банка, в здании размещался филиал Объединённого банка Северных стран.
Здание получило повреждения в ходе советско-финских войн (1939—1944). Утрачены грифоны-щитодержатели над крышей, но стеклянный потолок операционного зала был восстановлен в послевоенное время. В 1940 году бывшие банковские помещения занял горкомхоз, позднее — Выборгский райисполком и другие советские учреждения (например, на первом этаже разместилась центральная районная библиотека, ныне — межпоселенческая библиотека). В колонном зале проводились заседания депутатов районного совета. В 1989 году было принято решение о подчинении Выборгского района Выборгскому городскому совету народных депутатов; с упразднением районных органов власти освободившиеся помещения заняли другие учреждения и организации, в числе которых — основанный в 1990 году Выборг-Банк, который снова стал использовать операционный зал по первоначальному назначению (в 2016 году деятельность банка прекращена).